# ۱۳۸۷ (میلادی)
۱۳۸۷ (میلادی) هزار و سیصد و هشتاد و هفتمین سال تقویم میلادی است.

## درگذشتگان
- ۲۸ تیر، خسرو شکیبایی بازیگر سینمای ایران
- ۲۴ آذر، رضا ارحام صدر بازیگر سینمای ایران

‎